# 董宣 (弘治進士)
董宣（1445年—？），字朝用，山東兗州府曹州人，民籍，明朝政治人物。

## 生平
成化二十二年（1486年）丙午科山東鄉試第十二名舉人。弘治三年（1490年）中式庚戌科會試第九十九名，三甲第七十九名進士。

## 家族
曾祖董成；祖父董原善；父董瑛，義官。嫡母劉氏；生母張氏。慈侍下。